# استن ویلمس
استن ویلمس (انگلیسی: Stan Willemse؛ ۲۳ اوت ۱۹۲۴ – ۵ اوت ۲۰۱۱) یک بازیکن فوتبال اهل انگلستان بود. 
وی سابقه بازی در تیم‌های باشگاه فوتبال برایتون و هاو آلبیون، باشگاه فوتبال چلسی و باشگاه فوتبال لیتون اورینت را دارد.